# Sarcinochrysidaceae
 (février 2022).
Famille
Les Sarcinochrysidaceae sont une famille d'algues de l'embranchement des Ochrophyta  de la classe des Pelagophyceae et de l’ordre des Sarcinochrysidales,.

## Étymologie
Le nom vient du genre type Sarcinochrysis, dérivé du latin sarcina, « paquet ; sac », et du grec χρυσός / khrusos, « couleur or », littéralement « sac doré ».

## Liste des genres
Selon AlgaeBase (24 février 2022) :
- Andersenia R.Wetherbee & R.F.Waller, 2015
- Ankylochrysis C.Billard, 1995
- Arachnochrysis R.A.Andersen & K.Y.Han, 2018
- Aureoscheda M.J.Wynne & R.A.Andersen, 2014
- Aureoumbra D.A.Stockwell, DeYoe, Hargraves & P.W.Johnson, 1997
- Chrysonephos W.R.Taylor, 1952
- Pelagospilus R.A.Andersen & L.Graf, 2018
- Sarcinochrysis L.Geitler, 1930  genre type
- Sargassococcus R.A.Andersen & K.Y.Han, 2018